# Zvučni CD
Zvučni CD, audio CD, CD-ovi koji sadrže zvučne podatke pulsno-kodne modulacije (PCM) i skladu sa standardom Red Bookom. Zvuk s njih se može izvoditi na bilo kojem CD izvođaču kao i na računalima.). 